# FedEx Forum
El FedExForum és un dels pavellons poliesportius de l'NBA més particulars. Es va inaugurar oficialment el setembre del 2004 i està situat a la part sud de la ciutat de Memphis, Tennessee, als Estats Units. La propietària del recinte és l'administració de la ciutat. El nom prové del patrocinador principal, la coneguda empresa de missatgeria FedEx. Pot allotjar tota mena d'esdeveniments, com partits de bàsquet, concerts o fins i tot espectacles. És el pavelló de l'equip dels Memphis Grizzlies, de l'NBA, que anteriorment jugaven al Pyramid Arena.

## Aforament
El FedExForum té una superfície de 75.000 m² i disposa de 18.165 seients per al bàsquet, que es redueixen a 12.633 quan es tracta d'hoquei sobre gel. Té prop de mil seients VIP, dividits en diferents tipus de llotges exclusives.

## Equips
L'estadi el comparteixen els següents equips:
- Memphis Grizzlies (NBA)
- Memphis Tigers (NCAA)

## Galeria

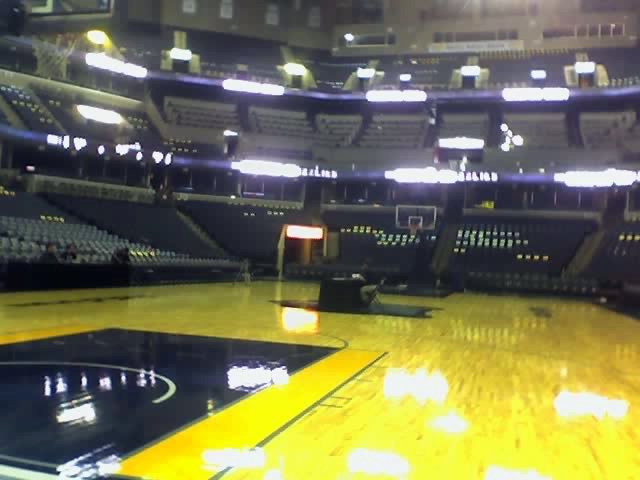
Pista dels Grizzlies
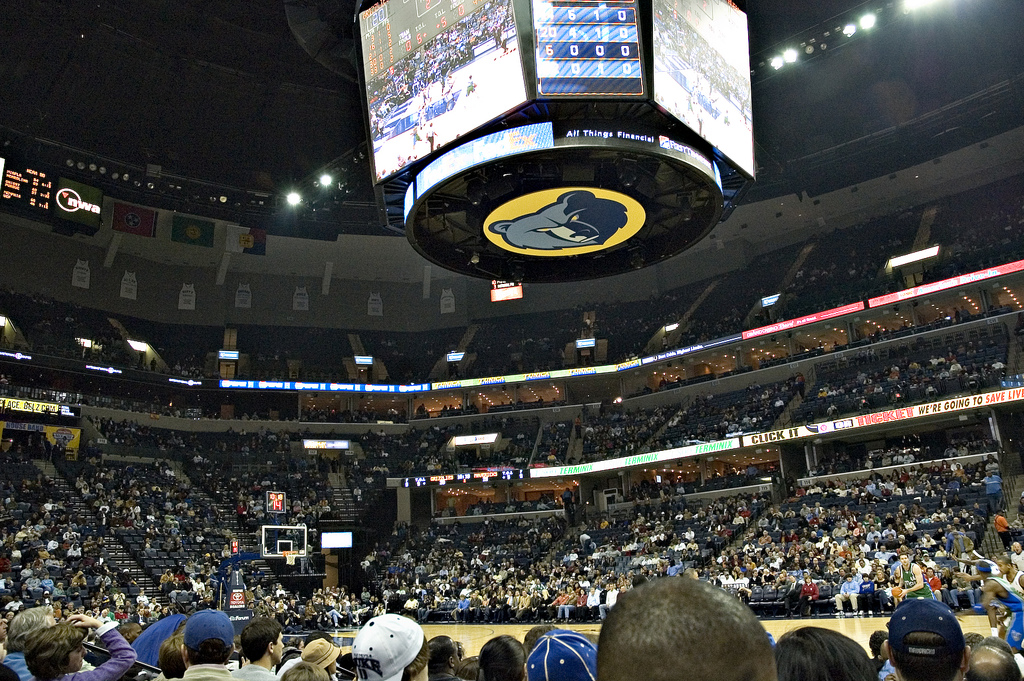
Vista interior del pavelló